# Brandon Halverson
Brandon Halverson, född 29 mars 1996, är en amerikansk professionell ishockeymålvakt som är kontrakterad till New York Rangers i National Hockey League (NHL) och spelar för deras primära samarbetspartner Hartford Wolf Pack i American Hockey League (AHL). Han har tidigare spelat på lägre nivåer för Greenville Swamp Rabbits i ECHL och Sault Ste. Marie Greyhounds i Ontario Hockey League (OHL).
Halverson draftades i andra rundan i 2014 års draft av New York Rangers som 59:e spelare totalt.